# 바젤 합의
바젤 합의(Basel Accords)는 바젤 은행 감독 위원회(BCBS)가 발행한 은행 감독 합의(은행 규정에 대한 권고 사항)이다.
바젤Ⅰ은 주요국 중앙은행장들의 협의를 거쳐 개발됐다. 1988년 바젤위원회는 은행에 대한 최소 자본 요건 세트를 발표했다. 이는 1988년 바젤 합의라고도 알려져 있으며 1992년 G-10 국가에서 법으로 시행되었다. 바젤 I 합의를 대체하기 위해 바젤 II로 알려진 새로운 규칙 세트가 2004년에 개발 및 발표되었다. . 바젤 III는 2007~2008년 금융 위기에 대응하여 일련의 개선 사항이었다. 이는 바젤 I 또는 II를 대체하지 않지만 뱅크런 위험과 관련된 특정 문제를 해결하기 위해 바젤 II 프레임워크 개혁에 중점을 둔다.
바젤 합의는 은행 감독에 관한 바젤 위원회의 현재 및 향후 표준을 모두 포함하는 통합 바젤 프레임워크에 통합되었다.